# Les Muntanyes Rocoses, Lander's Peak
The Rocky Mountains, Lander's Peak, o Les Muntanyes Rocoses, Lander's Peak és una pintura a l'oli del paisatgista estatunidenc d'origen alemany Albert Bierstadt de l'any 1863. Albert Bierstadt es considera pertanyent a l'anonenada Rocky Mountain School, una branca de l'Escola del Riu Hudson.

## Introducció
Aquest llenç està basat en esbossos realitzats durant el viatge de Bierstadt a l'Oest dels Estats Units, comandat per Frederick W. Lander. A principis de 1859, aquesta expedició va partir vers el territori de Nebraska. A l'estiu, havien assolit les muntanyes Rocoses, al territori que actualment és Wyoming.

## Anàlisi de l'obra
Oli sobre llenç; 186,7 x 306,7 cm.; any 1863; Metropolitan Museum of Art, Nova York.
Signat a la part inferior dreta: ABierstadt / 1863
En la seva primera expedició a l'Oest dels Estats Units, Bierstadt va realitzar una gran quantitat d'esbossos, que van ser l'origen de diverses obres pintades després del seu retorn. Aquest llenç, de grans dimensions, és la principal obra que en va resultar. El llenç mostra el pic de Lander, a la Serralada Wind River de les muntanyes Rocoses, amb una acampada de nadius amerindis xoixons en primer pla. El quadre es va completar l'any 1863, es va exposar amb gran èxit, i fou comprat per la llavors sorprenent suma de $25.000. Bierstadt va batejar el pic de la muntanya central en honor del coronel Frederick W. Lander, que va morir l'any 1862 a la Guerra Civil dels Estats Units.

## Procedència
- Amb Emil Seitz, Seitz and Noelle Gallery, New York, any 1864;
- James McHenry, Londres, 1866–98;
- El germà de l'artista, Edward Bierstadt, 1898–1907;
- La seva filla, Mary Adeline Bierstadt, 1907.